# Întreruperea Facebook din 2024
Pe 5 martie 2024, rețeaua socială Facebook și filialele sale Messenger, Instagram și Threads au devenit indisponibile la nivel global. Aplicația de mesagerie WhatsApp, deținută de aceeași companie, Meta Platforms, nu a fost afectată.
Întreruperea a început în jurul orei 17:00, ora României, și a fost raportată de Meta la 17:30. Site-ul web Downdetector⁠(d) a adunat 600.000 de rapoarte de nefuncționare.
Utilizatorii au fost deconectați din conturile lor și nu s-au mai putut reconecta. Acest lucru a creat panică deoarece se aseamănă cu modul în care conturile de Facebook pot fi sparte. Incidentul a generat un val de frustrare și confuzie pe scară largă. Mulți utilizatori și-au exprimat nemulțumirea pe alte platforme de socializare care funcționau, cum ar fi Twitter, Snapchat și TikTok.
La 19:35, Meta a anunțat că problema a fost rezolvată și și-a cerut scuze pentru lipsa serviciilor. Defecțiunea tehnică este singurul motiv invocat de Meta, nici măcar angajații lor nu au mai putut accesa platforma de muncă și au crezut inițial că au fost concediați. Din fericire, nu a fost vorba de un atac cibernetic, iar datele utilizatorilor nu au fost compromise.